# Rhythm and grime
Rhythm and grime, R'n'g, ou ainda R&G é um género musical, que cruzado entre grime e o R&B contemporâneo.

## História
Rhythm and grime apareceu por volta dos anos 2004 - 2005 em Londres. O género não se popularizou, devido ao fato das editoras discográficas britânicas não o aceitarem, pois devido à feminilidade relativa, R&G não recebeu muita atenção, nem sequer dos especialistas de grime.